# 奧比利奇
奧比利奇（羅馬化：Obilić）是科索沃普里什蒂納區奥比利奇市镇内的城镇及行政中心。2011年人口普查时城镇人口数量为6,864人，而整个市镇的人口数量则为21,549人。

## 外部連結
- 奥比利奇市镇官方网站 （页面存档备份，存于）